# Улица Орджоникидзе (Москва)
У́лица Орджоники́дзе (до 1966 года — часть Пя́того Донско́го прое́зда и новая улица) — улица в Южном административном округе города Москвы на территории Донского района.

## История
Улица была образована в 1966 году из части Пя́того Донско́го прое́зда и новой улицы и получила своё название в память о советском деятеле, участнике Октябрьской революции и Гражданской войны, одном из руководителей большевиков в Закавказье и на Северном Кавказе Григория Константиновича (Серго) Орджоникидзе (1886—1937), с 1932 года занимавшего пост наркома тяжелой промышленности.

## Расположение
Улица Орджоникидзе, являясь продолжением улицы Серпуховского Вала, проходит от улицы Шаболовка и Первого Рощинского проезда, пересекает Донскую улицу, далее к улице примыкают Пятый Донской (с юга), Третий Донской (с севера), Верхний Михайловский Поперечный (с юга) и Второй Донской (с севера) проезды, после чего от улицы Орджоникидзе на юго-запад отходит улица Вавилова, а улица Орджоникидзе проходит далее на запад почти до площади Гагарина. Участок улицы Орджоникидзе западнее улицы Вавилова представляет собой внутриквартальный проезд, который выходит почти к площади Гагарина (сквозной проезд перекрыт сквером, однако за ним существует проезд через арку в д. 37 по Ленинскому проспекту). Ранее на месте улицы находилась часть Камер-Коллежского вала. Между улицей Орджоникидзе, улицей Шаболовка и Донской улицей расположено Новое Донское кладбище. Нумерация домов ведётся от улицы Шаболовка.

## Примечательные здания и сооружения
По нечётной стороне:

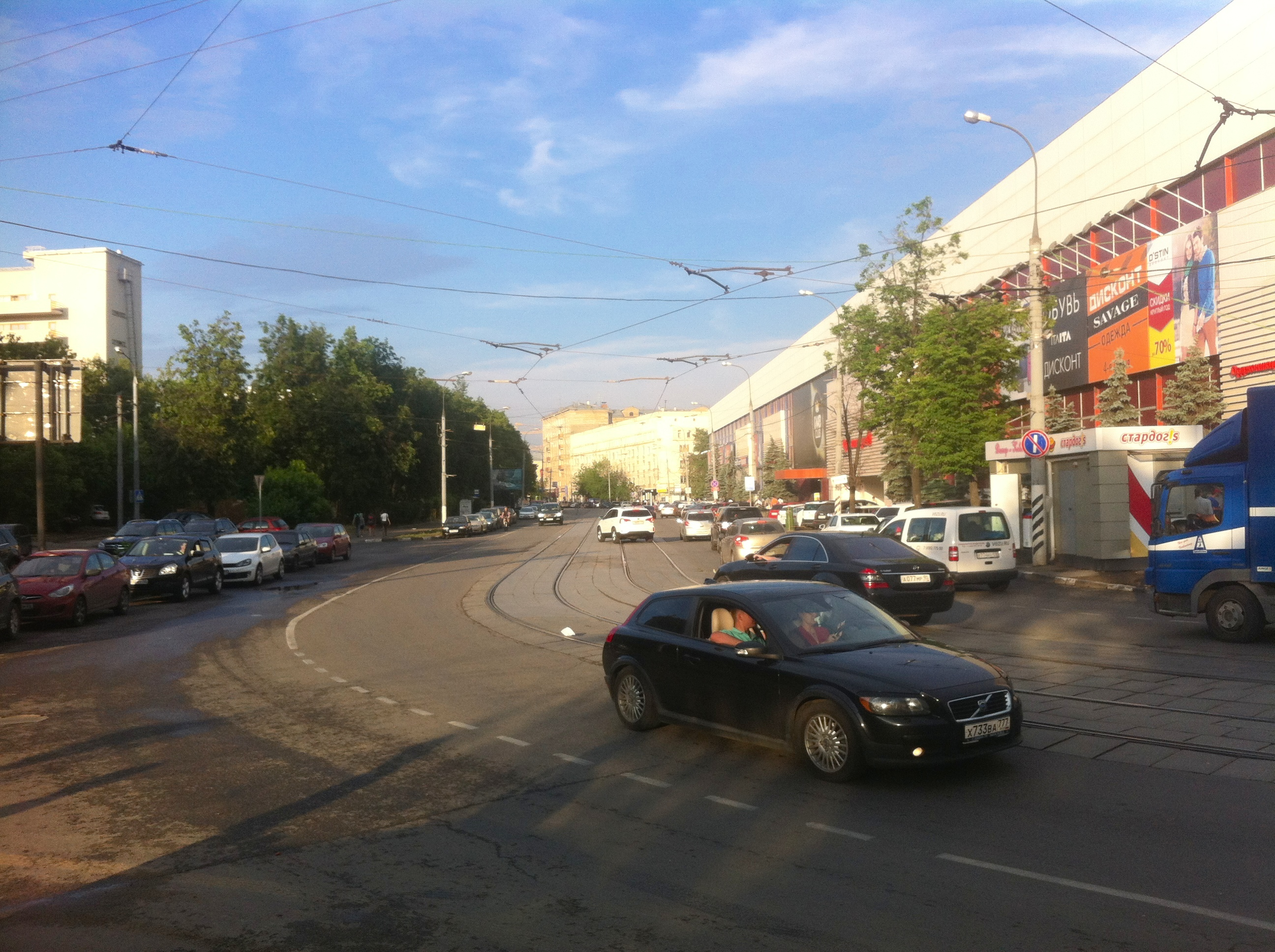

- № 1 — строящийся жилой комплекс Barkli Residence на месте снесённых в 2013 году Донских бань (1934 год, архитектор Ивашкевич, стиль — конструктивизм).
- № 3 — здание факультета физико-математических и естественных наук и инженерного факультета РУДН (здание бывшего Епархиального училища; 1913 год, архитектор Б. А. Альберти)
- № 5 — Московский индустриальный банк; перестроенное здание детского сада (1936 год).
- № 5 кор. 3 — Жилой дом постройки 1934 года. «Дом Ино» — дом для иностранных квалифицированных рабочих и инженеров, приехавших налаживать оборудование на Станкостроительном заводе имени Серго Орджоникидзе. Дом был со всеми удобствами. Его жители уже в 1932 году могли пользоваться ванной, горячей и холодной водой, газом, канализацией. В годы сталинских репрессий часть жителей этого дома были расстреляны. В рамках гражданской инициативы «Последний адрес» на доме установлены 16 мемориальных знаков с именами погибших иностранных специалистов[3][4][5]. В базе данных правозащитного общества «Мемориал» есть имена 18-ти жильцов этого дома, расстрелянных в годы террора[6].
- № 11 — Станкостроительный завод имени Серго Орджоникидзе (занимает квартал между улицами Орджоникидзе и Вавилова, 5-м Донским и Верхним Михайловским проездами и Третьим транспортным кольцом); в настоящее время бо́льшая часть территории завода сдана в аренду, в бывших цехах расположены клуб ГлавClub (бывший Б1 Maximum), дисконт-центр «Спортмастер», торговый центр «Орджоникидзе, 11» и более мелкие магазины, анимационная студия «Паровоз».
- № 13 — общежитие МАРХИ.

По четной стороне:
- № 4 — жилой комплекс «Донское подворье»
- № 8/9 — дом-коммуна (1929—1930, архитектор И. С. Николаев), общежитие Национального исследовательского технологического университета «МИСиС».
- № 10 — институт «Гипростанок».
- № 12 — Центральный научно-исследовательский текстильный институт.

## Транспорт

### Трамвай
- 14  Октябрьская —  Университет
- 39  Университет —  Чистые пруды

### Метро
- Станция метро  Шаболовская — северо-восточнее улицы, на улице Шаболовка.
- Станция метро  Ленинский проспект — юго-западнее улицы, на пересечении Третьего транспортного кольца с Ленинским проспектом и улицей Вавилова.